# 特雷莫维尔
特雷莫维尔（法語：Trémauville，法語發音：[tʁemovil]）是法国滨海塞纳省的一个市镇，属于勒阿弗尔区。

## 地理
特雷莫维尔（49°39'55"N, 0°31'18"E）面积2.8 平方千米，位于法国诺曼底大区滨海塞纳省，该省份为法国北部沿海省份，其西部及北部濒大西洋英吉利海峡，东起顺时针与索姆省、瓦兹省、厄尔省和卡爾瓦多斯省接壤。
与特雷莫维尔接壤的市镇（或旧市镇、城区）包括：阿唐维尔、托克维尔莱米尔、伊普勒维尔-比维尔。

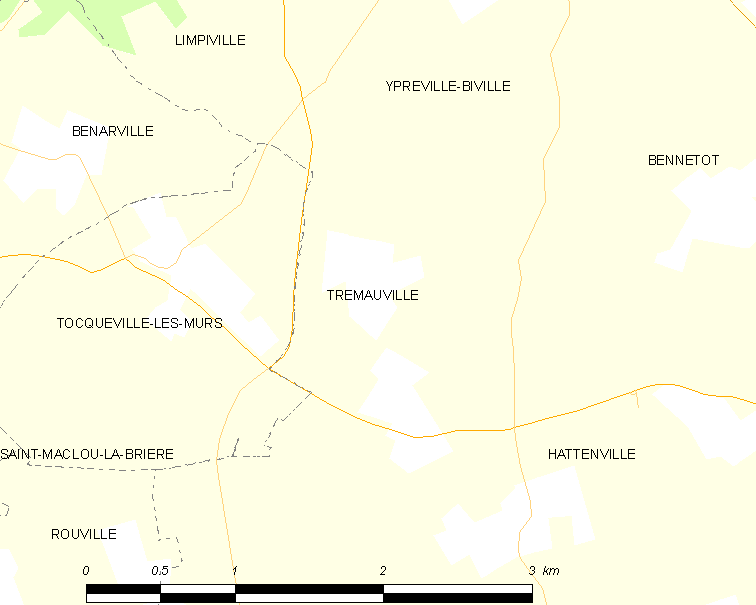
特雷莫维尔的OSM定位图

特雷莫维尔的时区为UTC+01:00、UTC+02:00（夏令时）。

## 行政
特雷莫维尔的邮政编码为76640，INSEE市镇编码为76710。

## 政治
特雷莫维尔所属的省级选区为科地区圣瓦勒里县。

## 人口

1962-2008年间特雷莫维尔人口变化图示

特雷莫维尔于2022年1月1日时的人口数量为100人。